# ماهریزلی (قبادلی)
ماهریزلی (ترکی آذربایجانی: Mahrızlı) یک منطقهٔ مسکونی در جمهوری آرتساخ است که در استان کاشاتاق واقع شده‌است.